# Palthis aeacalis
Palthis aeacalis là một loài bướm đêm trong họ Noctuidae.